# 中爪獸
中爪獸（Mesonyx），又名中獸或鈍肉齒獸，是中爪獸科下的一類。牠們外表像狼及大小如狗，是始新世中期（約4500萬年前）美國懷俄明州及東亞的掠食者。牠的四肢靈活，相信是奔跑的能手，可能捕食草食性的有蹄類。不過中爪獸並沒有爪，趾上有細小的蹄。頭顱骨很長，腦殼上有相對較大的矢狀嵴，可以連接大的顎部肌肉，增強咬勁。
中爪獸屬下的Mesonyx uintensis是在懷俄明州發現，顱骨長約42.9厘米，而面長20.6厘米。Mesonyx uintensis的另一個標本是來自猶他州北部。